# قدمگاه (فیلم)
قدمگاه فیلمی به کارگردانی محمدمهدی عسگرپور، نویسندگی محمد رضایی راد و تهیه‌کنندگی محمدرضا تخت‌کشیان محصول سال ۱۳۸۲ است.

## خلاصه فیلم
رحمان پسری سرراهی است که از همان کودکی در روستا زندگی کرده و بزرگ شده است. هر سال در نیمه شعبان او برای ادای نذر ده ساله‌اش (که امسال آخرین سال آن است) راهی قدمگاه می‌شود. اما با رسیدن به این زیارتگاه رحمان خوابی می‌بیند که زندگی او را متحول می‌کند و…

## جشنواره‌ها
جوایز و جشنواره‌های فیلم قدمگاه به قرار زیر است.

### جشنواره فیلم فجر - دوره بیست و دوم
- سیمرغ بلورین بهترین موسیقی متن (محمدرضا علیقلی)
- سیمرغ بلورین بهترین اثر هنر و تجربه (محمدمهدی عسگرپور)
- سیمرغ بلورین بهترین چهره پردازی (مهرداد میرکیانی)
- تندیس بهترین فیلم‌نامه (محمد رضایی‌راد)
- کاندیدا بهترین فیلم (محمدرضا تختکشیان)
- کاندیدا نقش دوم زن (صغری عبیسی)
- کاندیدا بهترین کارگردانی (محمدمهدی عسگرپور)
- کاندیدا بهترین صداگذاری (محسن روشن)
- کاندیدا بهترین طراحی صحنه و لباس (سیامک احصائی)

### جشن خانه سینما - دوره هشتم
- تندیس زرین بهترین فیلم‌نامه (محمد رضایی‌راد)
- کاندیدا بهترین طراحی هنری (سیامک احصائی)
- کاندیدا بهترین صدابرداری (عباس رستگارپور)
- کاندیدا بهترین صداگذاری (محسن روشن)
- کاندیدا بهترین موسیقی متن (محمدرضا علیقلی)